# Repedea (gmina)
Repedea – gmina w Rumunii, w okręgu Marmarosz. Obejmuje tylko jedną miejscowość Repedea. W 2011 roku liczyła 4716 mieszkańców.